# Marcelo Frias
Raul Carlos Frias, mais conhecido pelo nome artístico Marcelo Frias , é um músico argentino que ficou conhecido como o baterista do primeiro álbum de 1973 do Secos e Molhados. Frias era considerado o quarto integrante do grupo até o fim da sessão de fotos para capa, mas não quis mais participar, embora as fotos já estivessem prontas. Ele chegou a gravar  faixas do segundo álbum do conjunto, (depoimento de Josué Silva josueviolao, parceiro em performances em bares, eventos, shows, pessoalmente com Raul Carlos Frias-Marcelo Frias, na Ilha Catarina Capital Catarinense) e foi substituído por Norival D'Ângelo, que pouco depois, fora convidado pelo Roberto Carlos, a integrar sua equipe de apoio instrumental até atualmente, estúdio e público, RC-9, legenda ou expressão desde 1974, independente de quantos integrantes. Marcelo já participou de gravações com Roberto Carlos, Gal Costa, Ronnie Von e Walter Franco. Participou, junto a Willy Verdaguer, Tony Osanah - 'parceiro artístico de Ronnie Von', Toyo, Roberto Valdez/"Cacho" Valdez, Daniel Dáttoli - 'substituindo Valdez em 1968', no grupo Beat Boys, famoso nos festivais da Record da década de 1960.
Marcelo Frias havia feito parte do grupo Beat Boys(~1966/1970), que acompanhou Caetano Veloso na música "Alegria, Alegria", no Festival de Música da Record, em 1967.